# Kanton Pont-Scorff
Kanton Pont-Scorff (francouzsky Canton de Pont-Scorff) je francouzský kanton v departementu Morbihan v regionu Bretaň. Tvoří ho šest obcí.

## Obce kantonu
- Caudan
- Cléguer
- Gestel
- Guidel
- Pont-Scorff
- Quéven